# Conversation Piece (caja recopilatoria)
Conversation Piece -En español: Pieza de conversación- es una caja recopilatoria póstuma del músico y compositor británico David Bowie, publicado en noviembre de 2019, con motivo del 50° aniversario del álbum Space Oddity.
Contiene dos mezclas de Space Oddity, versiones en vivo hechas para la BBC, maquetas caseras y temas inéditos del artista grabados durante 1968 y 1969. Los temas de la caja estuvieron disponibles por separado en los recopilatorios Spying Through a Keyhole, Clareville Grove Demos y The 'Mercury' Demos lanzados meses atrás.
Algunos de los temas también estuvieron disponibles antes en The Anthology Deram, Bowie at the Beeb, y Sound + Vision y la caja recopliatoria del 2015 Five Years (1969–1973).

## Contenido
El álbum comprende el período entre 1968 y 1969, incluyendo la grabación del álbum Space Oddity, que fue lanzado en noviembre de 1969.
También comprende las grabaciones hechas con el guitarrista John ‘Hutch’ Hutchinson y su grupo experimental Feathers, y con el músico George Underwood.
Junto a la caja fue lanzado un libro de pasta dura con 120 páginas.